# IC 5287
IC 5287 ist eine Balken-Spiralgalaxie vom Hubble-Typ SBb im Sternbild Fische auf der Ekliptik. Sie ist schätzungsweise 440 Millionen Lichtjahre von der Milchstraße entfernt.
Das Objekt wurde am 13. Oktober 1903 von Stéphane Javelle entdeckt.